# Martinska Ves (Sziszek-Monoszló megye)
Martinska Ves (régi magyar neve Martonfalva) község Horvátországban, Sziszek-Monoszló megyében.

## Fekvése
Sziszek városától légvonalban 11, közúton 13 km-re északra, a Száva két partján fekszik. Martinska Ves balparti részét Lijeva Martinska Vesnek, a jobbparti részt Desna Martinska Vesnek nevezik. A községet keletről a Lónya és a Črnec, nyugatról az Odra folyók határolják.

## A község települései
A községhez Bok Palanječki, Desni Dubrovčak, Desno Trebarjevo, Desno Željezno, Jezero Posavsko, Lijeva Luka, Lijevo Trebarjevo, Lijevo Željezno, Ljubljanica, Mahovo, Martinska Ves (Lijeva és Desna), Setuš, Strelečko, Strelečko Naselje, Tišina Erdedska, Tišina Kaptolska és Zirčica települések tartoznak.

## Története
Martinska Ves a Felső-Szávamente egyik legrégibb települése. Az első település valószínűleg a Száva bal partján jött létre, majd később a jobb partra is terjeszkedett. A monoszlói birtokhoz tartozott, amelyet III. Béla király a harcokban szerzett érdemeiért a 12. században Makár ispán apjának adományozott. A 14. század elején a Monoszlói Csupor nemzetségé lett, akik egészen 1492-ig a család kihalásáig birtokolták. 
A települést és plébániáját 1334-ben „ecclesia beati Martini ex ista parte fluvius Zave” néven említik először.
1493-ban II. Ulászló király Erdődi Bakócz Tamásnak adta. 1501-ben papja „plebanus sancti Martini de Marthonfalwa” néven szerepel egy oklevélben. A falut 1553-ban „Martinzkowez”, 1555-ben „Martynzkowecz”, 1559-ben „Marthynczkowecz”, 1564-ben „Martynzka Wyez” néven említik. 1574-ben ismét papját említik „plebanus in Martonffalwa” alakban. Urai közül különösen kitűnt a török elleni harcokban Erdődy Tamás, aki 1584 és 1614 között kétszer is betöltötte a szlavón báni tisztséget és a török ellen Szluinnál, Ivanicsvárnál és Sziszeknél háromszor is győzelmet aratott. Az Erdődyek jobbágyainak nehéz sorsáról mesél az a tény, hogy többször felkeltek uraik ellen és az adat, mely 1659-ben 180 harcban megölt jobbágyról beszél. Martinska Vesnek ebben az időben 54 adózó háztartása volt, melyek a mezőgazdaság mellett állattartással, vadászattal, halászattal foglalkoztak. A falu első iskolája 1740 és 1752 között működött. 1773-ban az első katonai felmérés térképén „Dorf Martinska Vesz” néven szerepel.
A 19. század elején rövid ideig francia uralom alatt állt. 1848-ban megszűnt a jobbágyság és a föld az azt megművelő parasztok kezébe került. 1852-ben a jobb parti településen Desna Martinska Vesen megalapították az elemi iskolát, de az oktatás csak 1855-ben indulhatott meg, mert nem volt iskolaépület. A közigazgatási reformmal 1869-ben Zágráb vármegye Sziszeki járásának keretében megalakult Martinska Ves község. A községhez 79 km2 területen 10 falu tartozott, összesen 4240 lakossal. A lakosság mezőgazdasággal, állattenyésztéssel foglalkozott. A falunak magának 1857-ben 974, 1910-ben 1353 lakosa volt.
A 20. század első éveiben a kilátástalan gazdasági helyzet miatt sokan vándoroltak ki a tengerentúlra. 1909-ben megalakult a helyi önkéntes tűzoltó egyesület és a földműves szövetkezet. 1918-ban az új szerb-horvát-szlovén állam, majd később Jugoszlávia része lett. 1920-ban megalapították az olvasókört, megnyílt az új iskola és folklórcsoport alakult. Aktív tevékenységet folytattak a „Hrvatski sokol”, a „Hrvatska seljačka zaštita” és a „Seljačka sloga” egyesületek.
A II. világháború idején a Független Horvát Állam része volt. A háború sok emberi és anyagi áldozatot követelt. A háború után a béke időszaka köszöntött a településre, de a mindennapi életet nehezítette a férfilakosság háborúban megcsappant száma. Megalakult a nemzeti bizottság, mely 1952-ig működött. Ekkor Martinska Ves újra önálló község lett. Enyhült a szegénység és sok ember talált munkát a közeli városokban. A falu 1991. június 25-én a független Horvátország része lett. 2011-ben 683 lakosa volt.

## Népesség
| Lakosság változása | Lakosság változása | Lakosság változása | Lakosság változása | Lakosság változása | Lakosság változása | Lakosság változása | Lakosság változása | Lakosság változása | Lakosság változása | Lakosság változása | Lakosság változása | Lakosság változása | Lakosság változása | Lakosság változása | Lakosság változása |
| ------------------ | ------------------ | ------------------ | ------------------ | ------------------ | ------------------ | ------------------ | ------------------ | ------------------ | ------------------ | ------------------ | ------------------ | ------------------ | ------------------ | ------------------ | ------------------ |
| 1857               | 1869               | 1880               | 1890               | 1900               | 1910               | 1921               | 1931               | 1948               | 1953               | 1961               | 1971               | 1981               | 1991               | 2001               | 2011               |
| 974                | 1.089              | 1.098              | 1.212              | 1.283              | 1.353              | 1.273              | 1.295              | 1.273              | 1.262              | 1.232              | 1.172              | 1.012              | 898                | 800                | 683                |

## Nevezetességei
- A község legjelentősebb szimbóluma a Martinska Ves-híd, mely a település két részét elválasztó Száva felett ível át. A hidat 2002-ben építették, hosszúsága 165 méter. Jellegzetessége, hogy függőhíd, amely a harmadik Horvátországban, de az egyetlen, amelyen forgalom bonyolódik. Egyben az egyetlen híd, amely a két nagyváros, Zágráb és Sziszek között a Száván átível.
- Tours-i Szent Márton tiszteletére szentelt római katolikus plébániatemploma[5] a desna martinska vesi településen áll. A templomot a 17. században építették barokk stílusban a régi templom helyére. Egyhajós épület sokszögletű apszissal, melyhez négyszögletes keresztelőkápolna csatlakozik. A templom homlokzata elé, a harangtorony alá nyitott előcsarnokot építettek. Hajója boltozott, a sekrestyét és az oratóriumot stukkó és falfestmények díszítik. A szentély bejáratánál találhatók a mellékoltárok, melyek Jézus legszentebb szíve és Mária legtisztább szíve tiszteletére vannak szentelve. Az apszisban található a monumentális főoltár, melynek középső részén Szent Márton képe látható, ismeretlen mester munkája. A hajó bal oldalán áll a baldachinos szószék, mely az egész berendezés legrégibb darabja. A templom orgonája 1881-ben készült Heferer mester zágrábi műhelyében. A kitűnő hangzású 12 regiszteres 2 manuálos orgonát a 19. század egyik legjobb hazai orgonájának tartják. Rendszeresen tartanak itt orgonakoncerteket. A templom orgonája a sziszeki „Ars Organi Sisciae” orgonafesztivál egyik hangszere.
- Az egész községre jellemzőek a jellegzetes szávamenti faházak és a díszes helyi népviselet. A helyi építészet egyik kiemelkedő védett alkotása a Martinska Ves Desna 3. számú emeletes fa lakóház, amelyet 1909-ben építettek.[6] Földszinti része téglából, míg emeleti része tölgyfából épült. A földszinti részt az emelettel külső fedett lépcsőház köti össze. A lépcsőház az emeleti előcsarnokba vezet, melyek kapelának, vagy kruklinnak neveznek és ahonnan a bejárat vezet az emeleti helyiségekbe. Az ablakok fölé kis ereszeket építettek. Az épületet fazsindellyel rakott nyeregtető fedi. Az utcai homlokzatot geometriai motívumok díszítik.

## Gazdaság
Martinska Ves területe kifejezetten mezőgazdasági termőterület nagy területű szántóföldekkel, melyek elsősorban a Száva bal partján fekszenek. Hozzá a Lonja és az Odra mentén nagy legelők tartoznak, melyek az állattenyésztésnek, különösen a lótenyésztésnek biztosítottak kedvező feltételeket. A község területének a része a Črnec-mező is. Az egykor vizenyős területet a Száva-Lonja-Strug-csatorna vízelvezető rendszere szabályozza. Mindez sokáig jó megélhetést biztosított az itt élő lakosságnak.
Az itt működő ipari üzemek közül a legjelentősebbek a desno željeznoi „Požgajec” és a desna martinska vesi „Juračak” faüzem, a GEC üdítőitalgyár, a „Kelečić" élelmiszergyár (mindkettő Tišina Erdedskán üzemel), a mahovoi „Detines” építőipari robbanóanyagot gyártó üzem és a dubrovniki székhelyű „Knez Dubrovnik” állattenyésztő telep, mely Dubrovnik környékére szállít hizlalt szarvasmarhákat.

## Kultúra
A község legjelentősebb kulturális eseménye a „Martinski susreti” folklórtalálkozó, amelyet 1986 óta rendeznek meg évente június 11-én a Radić testvérek születésnapján. Ugyancsak érdemes megemlíteni a „KUP Posavine” nemzetközi tűzoltóversenyt, melyet Desno Trebarjevo tűzoltó egyesülete rendez meg minden év augusztusában és amelyen Horvátországból, Szlovéniából, Ausztriából és Németországból érkeznek tűzoltócsapatok. 
Említésre méltó a helyi népviselet, mely alapvetően lenvászonból készül az erre a vidékre jellemző motívumokkal díszítve. A község védőszentje Szent Márton, akinek ünnepe november 11. a községi fesztivál napja.